# Liste der Kantone im Département Loiret
Das Département Loiret liegt in der Region Centre-Val de Loire in Frankreich. Es untergliedert sich in drei Arrondissements mit 21 Kantonen (französisch cantons).
Siehe auch: Liste der Gemeinden im Département Loiret

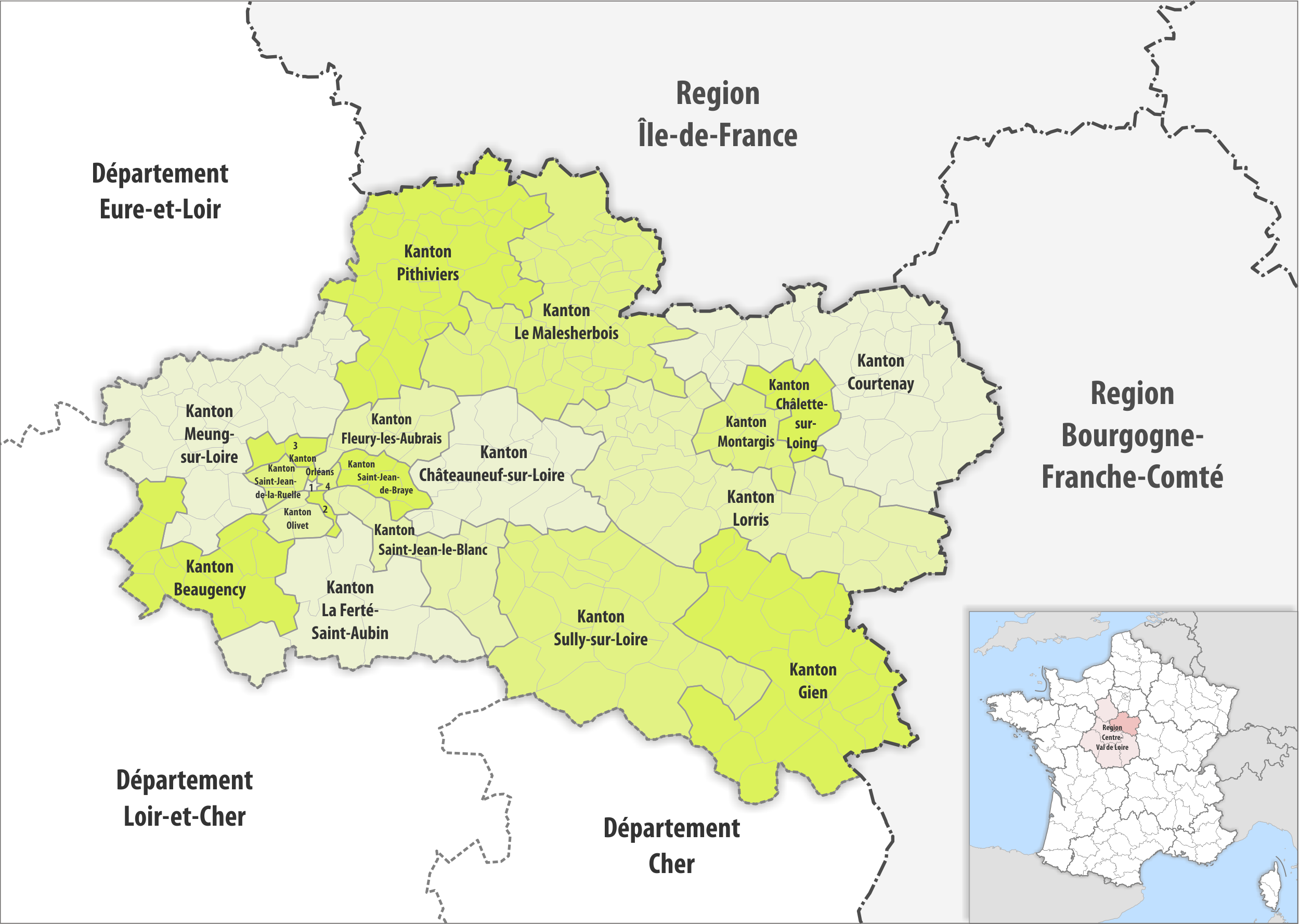
Gemeinden und Kantone im Département Loiret

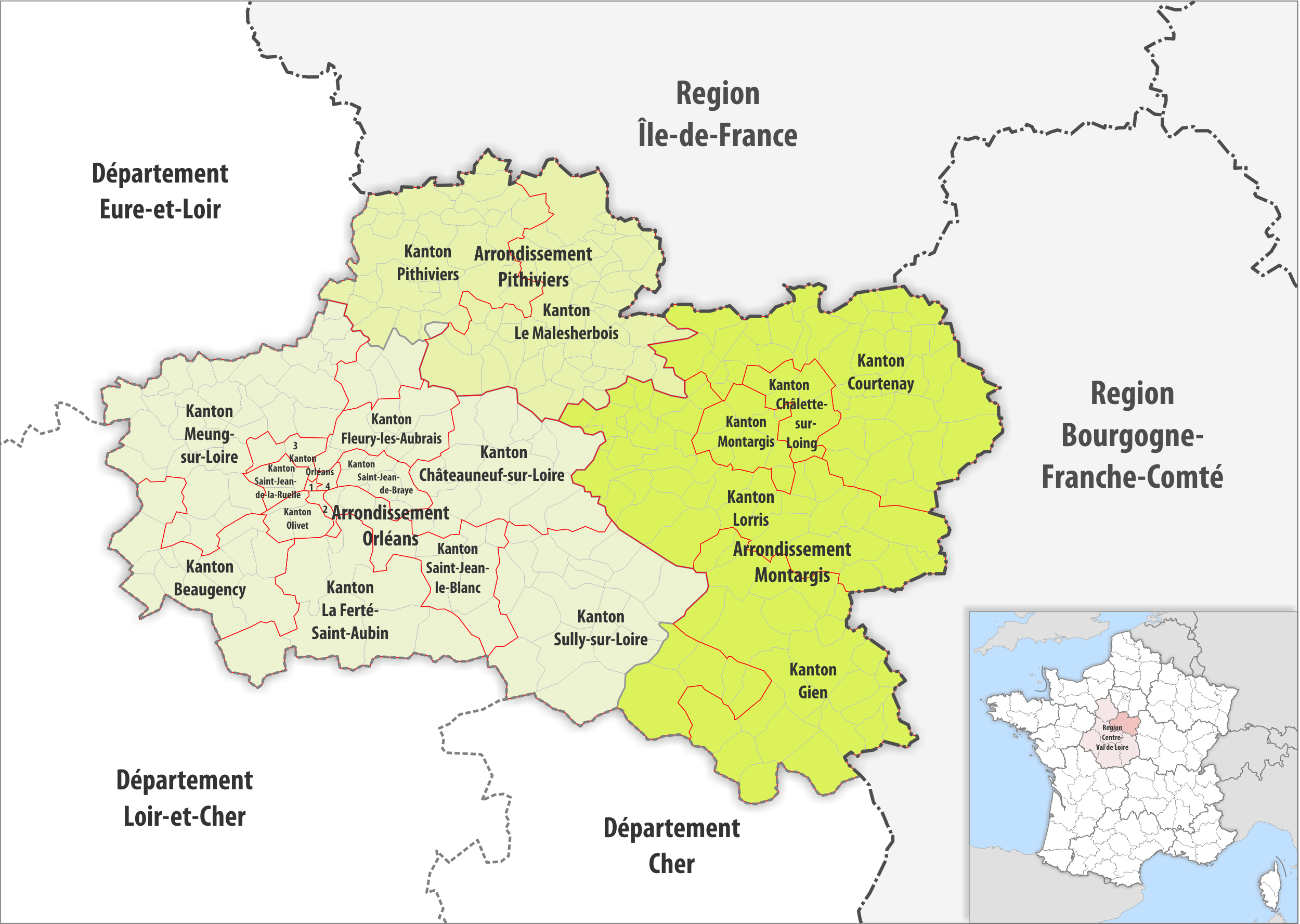
Gemeinden, Arrondissemente und Kantone im Département Loiret

| Kanton                  | Gemeinden | Einwohner 1. Januar 2022 | Fläche km² | Dichte Einw./km² | Code INSEE | Arrondissement(e)   |
| ----------------------- | --------- | ------------------------ | ---------- | ---------------- | ---------- | ------------------- |
| Beaugency               | 13        | 27.064                   | 309,95     | 87               | 4501       | Orléans             |
| Châlette-sur-Loing      | 6         | 32.858                   | 105,21     | 312              | 4502       | Montargis           |
| Châteauneuf-sur-Loire   | 14        | 32.276                   | 388,11     | 83               | 4503       | Orléans             |
| Courtenay               | 41        | 36.957                   | 768,33     | 48               | 4504       | Montargis           |
| La Ferté-Saint-Aubin    | 7 1⁄5     | 30.798                   | 414,57     | 74               | 4505       | Orléans             |
| Fleury-les-Aubrais      | 7         | 34.578                   | 146,57     | 236              | 4506       | Orléans             |
| Gien                    | 26        | 33.723                   | 732,82     | 46               | 4507       | Montargis           |
| Lorris                  | 38        | 27.348                   | 752,52     | 36               | 4508       | Montargis           |
| Le Malesherbois         | 49        | 36.641                   | 692,13     | 53               | 4509       | Pithiviers          |
| Meung-sur-Loire         | 32        | 36.911                   | 588,42     | 63               | 4510       | Orléans             |
| Montargis               | 9         | 30.131                   | 125,98     | 239              | 4511       | Montargis           |
| Olivet                  | 3         | 32.344                   | 46,38      | 697              | 4512       | Orléans             |
| Orléans-1               | 1⁄5       | 24.434                   | 3,45       | 7.082            | 4513       | Orléans             |
| Orléans-2               | 1⁄5       | 26.930                   | 9,16       | 2.940            | 4514       | Orléans             |
| Orléans-3               | 2 1⁄5     | 36.194                   | 40,33      | 897              | 4515       | Orléans             |
| Orléans-4               | 1⁄5       | 36.648                   | 6,58       | 5.570            | 4516       | Orléans             |
| Pithiviers              | 35        | 33.018                   | 590,74     | 56               | 4517       | Orléans, Pithiviers |
| Saint-Jean-de-Braye     | 7         | 40.972                   | 69,15      | 593              | 4518       | Orléans             |
| Saint-Jean-de-la-Ruelle | 3         | 36.938                   | 35,88      | 1.029            | 4519       | Orléans             |
| Saint-Jean-le-Blanc     | 9         | 28.874                   | 222,01     | 130              | 4520       | Orléans             |
| Sully-sur-Loire         | 23        | 31.426                   | 726,94     | 43               | 4521       | Montargis, Orléans  |
| Département Loiret      | 325       | 687.063                  | 6.775,23   | 101              | 45         | –                   |

## Liste ehemaliger Kantone
Bis zum Neuzuschnitt der französischen Kantone im März 2015 war das Département Loiret wie folgt in 41 Kantone unterteilt:
| Arrondissement | Kantone |
| -------------- | --- |
| Montargis      | Amilly, Bellegarde, Briare, Châlette-sur-Loing, Château-Renard, Châtillon-Coligny, Châtillon-sur-Loire, Courtenay, Ferrières-en-Gâtinais, Gien, Lorris, Montargis |
| Orléans        | Artenay, Beaugency, Châteauneuf-sur-Loire, Chécy, Cléry-Saint-André, La Ferté-Saint-Aubin, Fleury-les-Aubrais, Ingré, Jargeau, Meung-sur-Loire, Neuville-aux-Bois, Olivet, Orléans-Bannier, Orléans-Bourgogne, Orléans-Carmes, Orléans-La Source, Orléans-Saint-Marc-Argonne, Orléans-Saint-Marceau, Ouzouer-sur-Loire, Patay, Saint-Jean-de-Braye, Saint-Jean-de-la-Ruelle, Saint-Jean-le-Blanc, Sully-sur-Loire |
| Pithiviers     | Beaune-la-Rolande, Malesherbes, Outarville, Pithiviers, Puiseaux |